# بريمستون (صاروخ)
بريمستون "Brimstone" صاروخ جو-أرض من إنتاج إم بي دي إيه، طور للاستخدام بواسطة القوات الجوية الملكية البريطانية.

## مواصفاته
الوزن: خفيف الوزن حيث لا يتعدى وزنه 49 كيلوغراما.
الطول: 1.8 متر.
المدى: 20 كيلومترا عند إطلاقه من المقاتلات، و12 كيلومترا عند إطلاقه من المروحيات، ويمكن إطلاقه من ارتفاع 20 ألف قدم بسرعة 70كلم/ساعة، ويمكن لطائرة من نوع تايفون حمل 24 صاروخا منه دفعة واحدة.

## قيمة تكلفة الصاروخ
تبلغ تكلفة الصاروخ الواحد 100 ألف جنيه إستريني (حوالي 150 ألف دولار).

## الدول المنتجة
بريطانيا وتعتبر السعودية البلد المستخدم

## مميزات أخرى
هو نظام ثنائي التوجيه وذلك باقتران الرادار المليمتري بالباحث الليزري والذي يسمح للطيار بتعيين أهداف محددة إما عن طريق الليزر من الطائرة وإما عن طريق الأشعة المرسلة من الهدف الموجود على الأرض، يتميز صاروخ «بريمستون» بنظام ثنائي التوجيه وذلك باقتران الرادار المليمتري بالباحث الليزري والذي يسمح للطيار بتعيين أهداف محددة إما عن طريق الليزر من الطائرة وإما عن طريق الأشعة المرسلة من الهدف الموجود على الأرض.
ويتضمن الصاروخ رأسين حربيتين مجوفتين ومترادفتين، وله مفعول تدميري بالغ ضد الأهداف الصلبة مثل مركبات القتال، والدبابات التي تنحرك بسرعة 100كلم/ساعة.
ويقول مصنعو الصاروخ إنه الأقل إضرارا بالأرواح والبنية التحتية نسبيا مقارنة بالصواريخ الأخرى مثل صواريخ «هيلفاير» الأميركية التي تنتشر شظاياها انتشارا واسعا حين تنفجر، وبالنظر لصغر حيز الانتشار من خلال دقته الذكية في ضرب الأهداف.

## المستخدمون

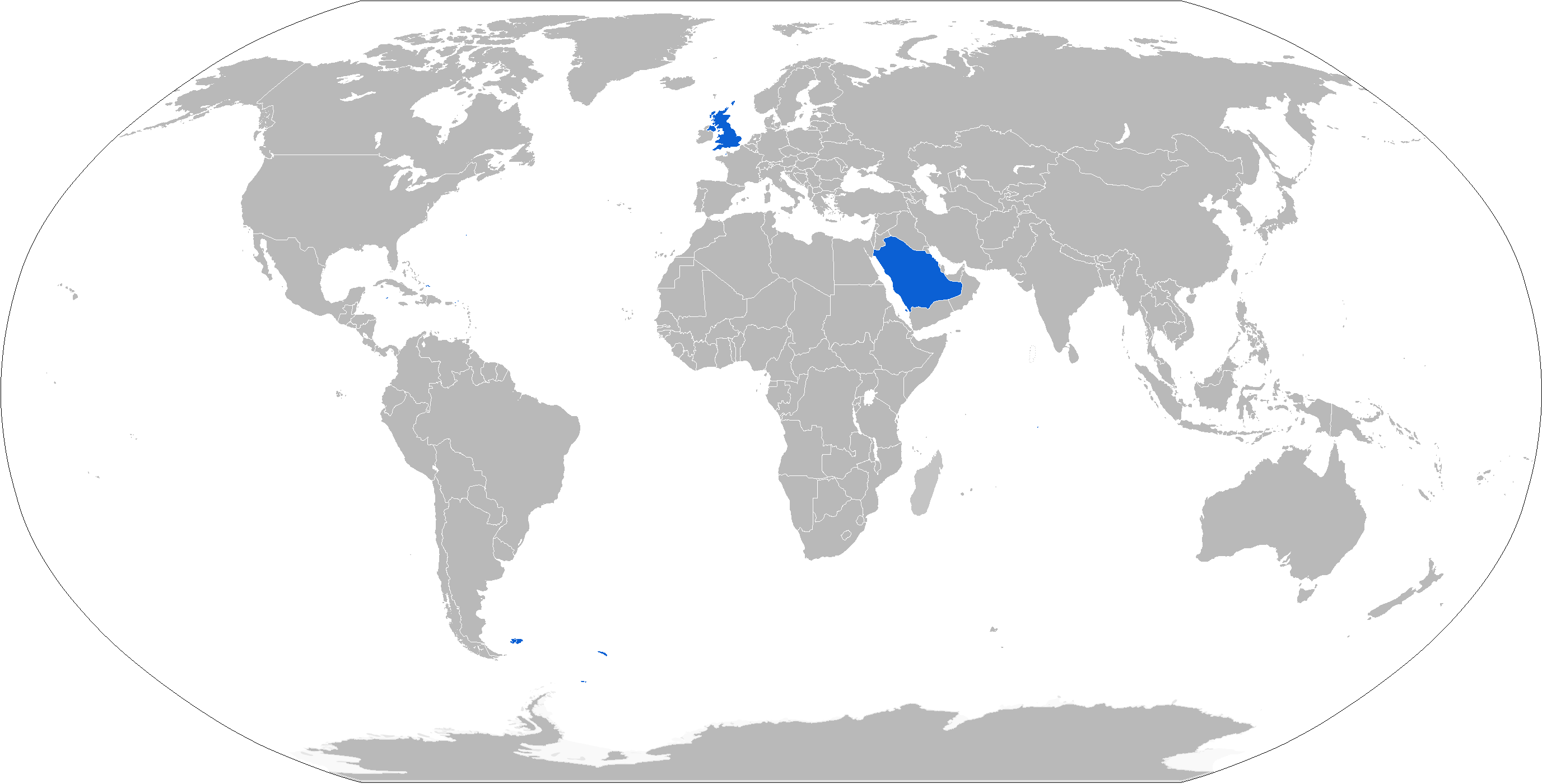
Map with Brimstone operators in blue

### مستخدمون حاليون
السعودية
- القوات الجوية الملكية السعودية

 المملكة المتحدة
- سلاح الجو الملكي

## روابط خارجية
- موقع الأمن والدفاع العربي .